# フェリーしらしま
フェリーしらしまは、隠岐汽船が運航しているフェリー。

## 概要
三菱重工業下関造船所で建造され、1995年3月に就航した。
水木しげるロードの隠岐への延長に合わせて、鬼太郎フェリーとして本船側面にはゲゲゲの鬼太郎のイラストが描かれている。                                 通称：鬼太郎フェリー。                                       鬼太郎フェリーと言う名がついていることから、隠岐汽船が販売する、車1台とドライバーの往復運賃が込みとなっている鬼太郎割、と言う企画商品がある。                                                                       ※ 往路時に「鬼太郎フェリー」を利用することが条件。                                                                    運賃や申し込まれる際の注意事項は、https://www.oki-kisen.co.jp/news/48             を参照のこと。                                                       他にも隠岐フリー自動車航送切符と言う企画商品もあり、こちらは本土〜隠岐諸島間のフェリーの往復乗用車航送料金に加え、島前(知夫里島、西之島、中ノ島)⇔島後(隠岐の島)間の隠岐汽船のフェリーに加えて、更に隠岐観光が運行する、内航船(どうぜん) に乗り放題になるという、島前⇔島後間を車で移動する人にとってはとても便利な切符である。 
航路
隠岐航路
- 西郷港（島後島） - 菱浦港（中ノ島） - 別府港（西ノ島） - 来居港（知夫里島） - 境港 - 来居港 - 別府港 - 西郷港

島後の西郷港を起点に本土の境港まで1日1往復を運航する。復路の来居港は冬期のドック期間中のみ寄港する。本船のドック期間中はフェリーくにがが代船として運航される。

## 設計
船体は4層構造で、上層から航海船橋甲板、2層の船室、車両甲板となっている。車両甲板の船首と船尾にランプウェイを装備している。

## 船内

### 船室
| クラス    | タイプ   | 部屋数   | 定員  | 備考             |
| --------- | -------- | -------- | ----- | ---------------- |
| 特別室    | 洋室     | 3名×3室  | 9名   |                  |
| 特別室    | 和室     | 3名×1室  | 3名   |                  |
| 特等室    | 洋室     | 4名×6室  | 24名  |                  |
| 特等室    | 和室     | 4名×2室  | 8名   |                  |
| 特等室    | ラウンジ | 10名×1室 | 10名  |                  |
| 1等室     | 大部屋   | 50名×2室 | 100名 |                  |
| 特別2等室 | 大部屋   | 1区画    | 240名 |                  |
| 2等室     | 大部屋   | 4区画    | 389名 | ドライバー室含む |

### 設備

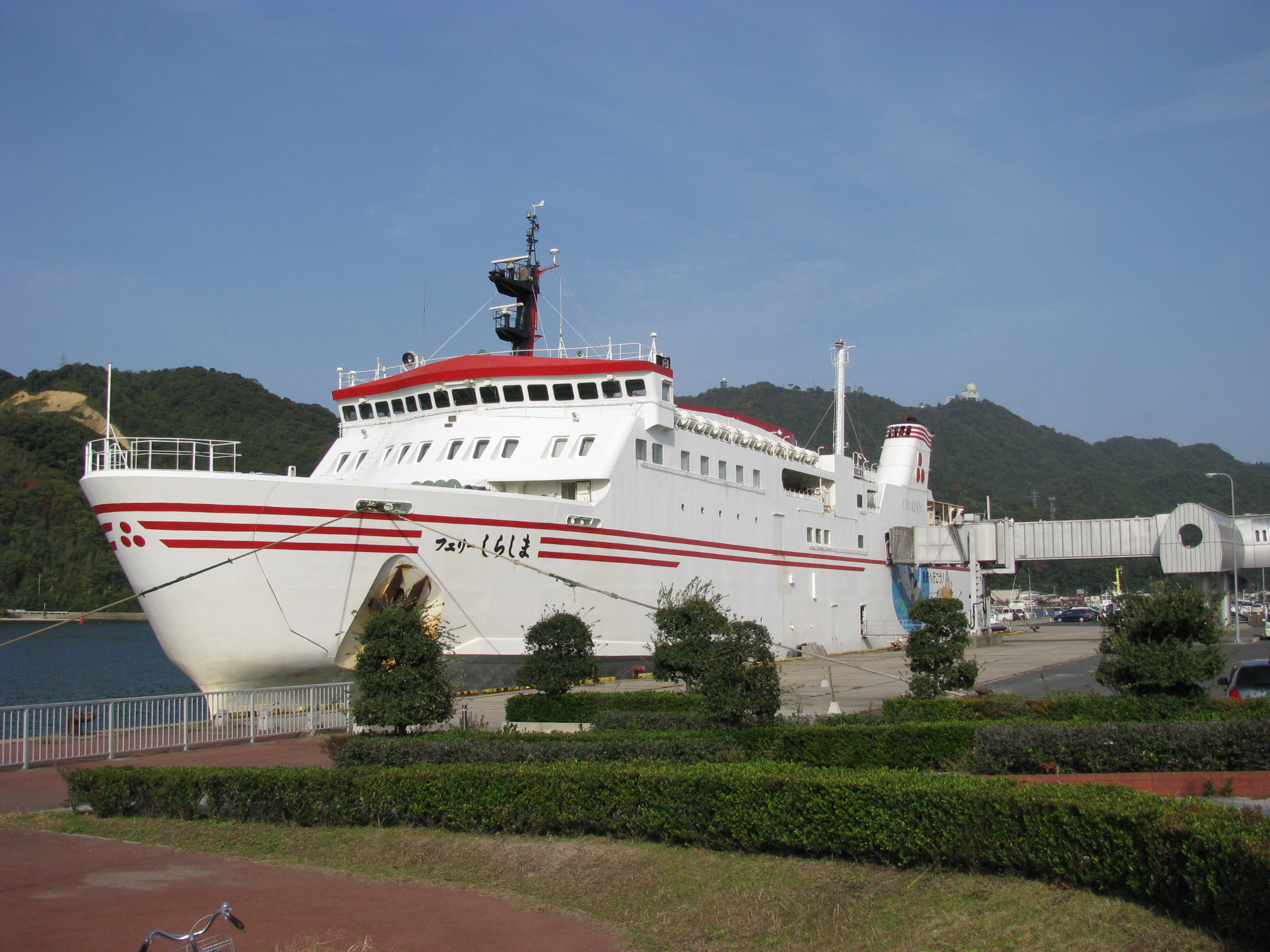
接岸中の「フェリーしらしま」
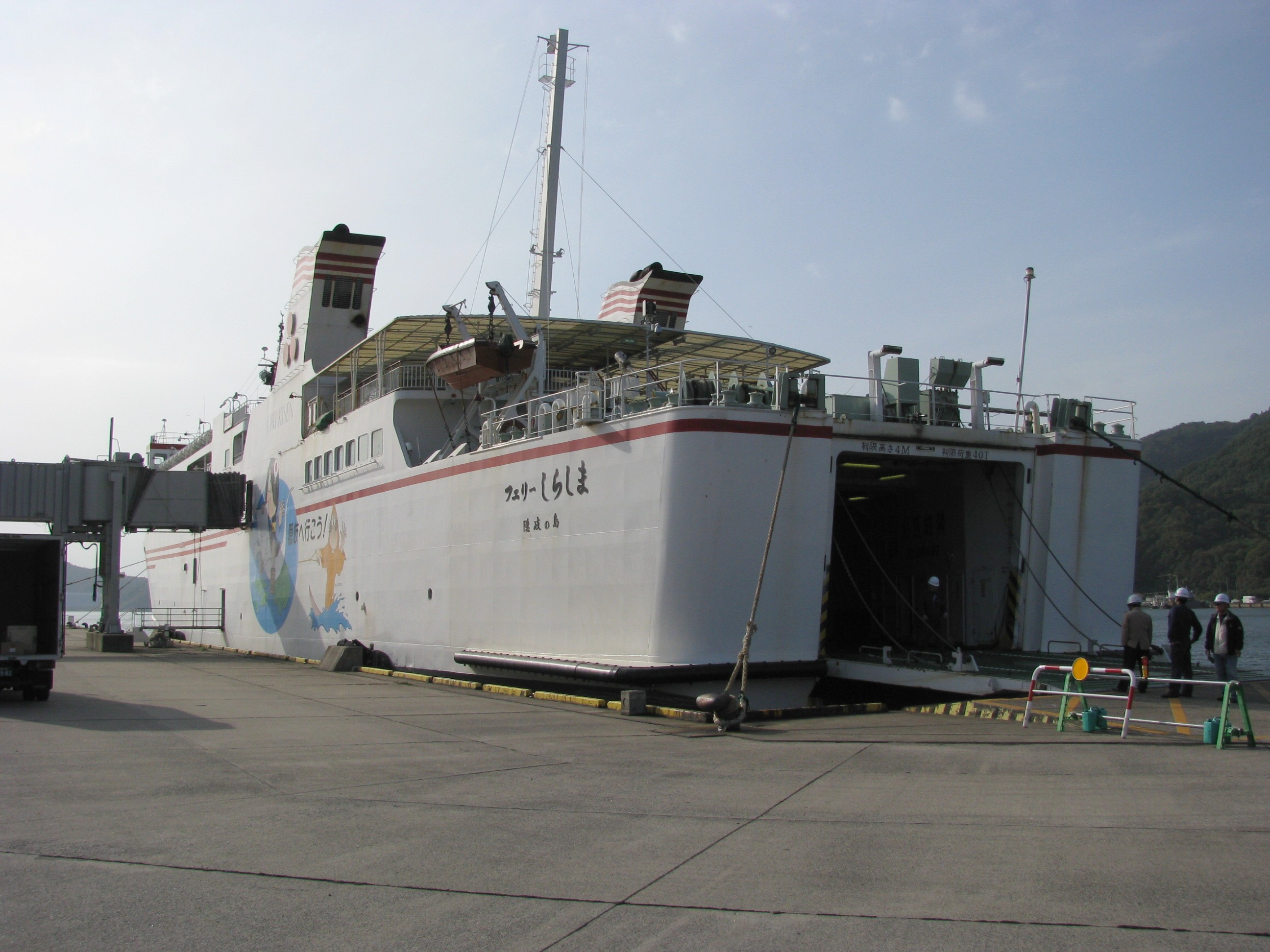
船尾
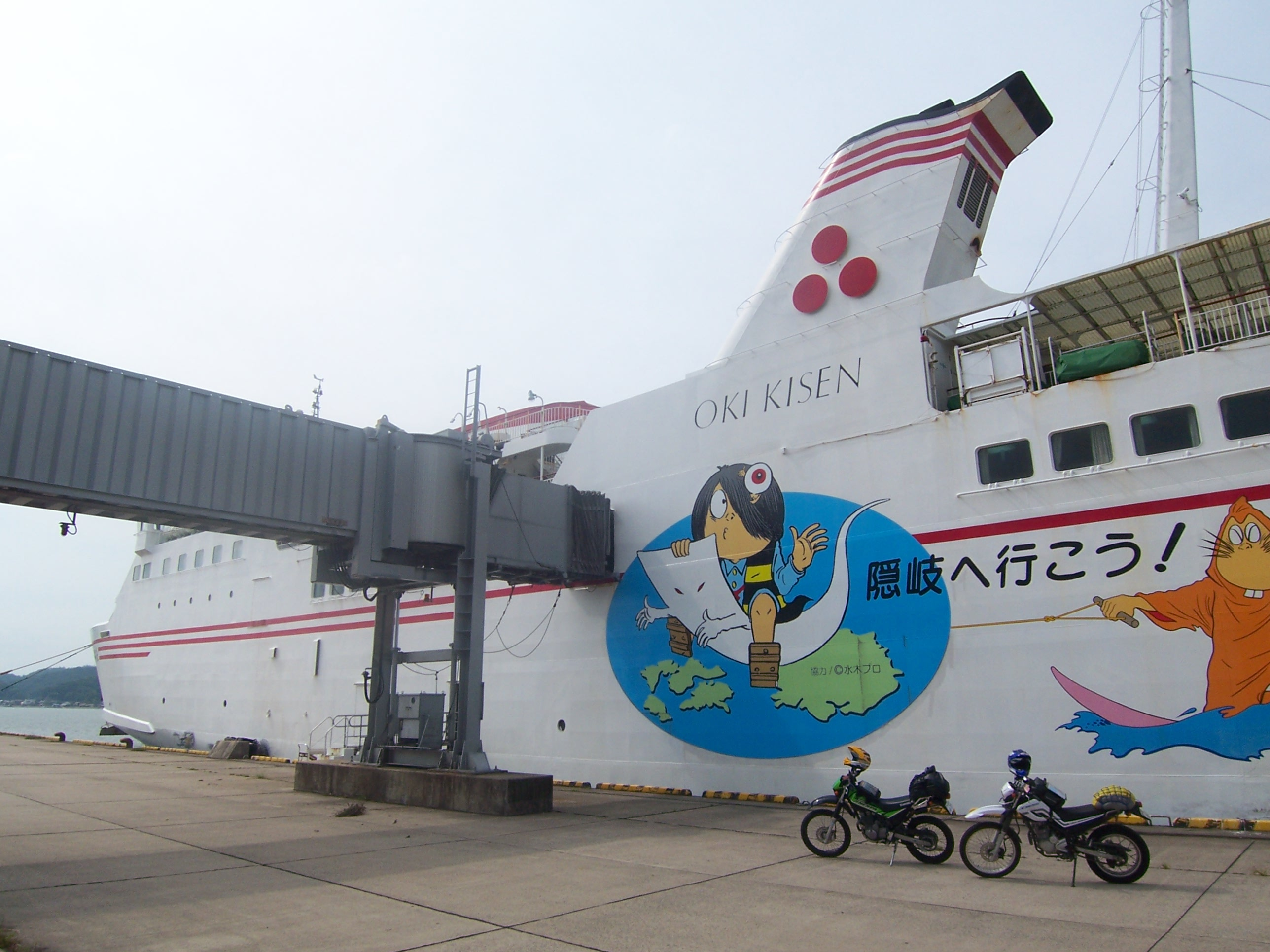
ボーディングブリッジ

パブリックスペース
- 案内所
- エントランス
- 多目的ホール（定員50名）

物販設備
- 売店
- 自動販売機

娯楽設備
- ゲームコーナー

- 接岸中の「フェリーしらしま」
- 船尾
- ボーディングブリッジ

## 事故・インシデント
2003年2月24日、9時20分ごろ、七類港から知夫里島の来居港へ向かって航行中、左舷減速機から異音と振動が発生、減速機歯車の折損が確認されたため、右舷主機のみで航行を継続し、島前の3港に寄港後、島後を抜港して七類港へ寄港した。折損原因は残留不純物を起点とした疲労亀裂で、同様の折損がクロムモリブデン鋼を使用した歯車で多発したため、材質のニッケルクロムモリブデン鋼への変更、高周波焼入れの方法の変更などが行われた。
2010年5月26日、17時5分ごろ、西ノ島の別府港4号岸壁に着岸する際、突風に圧流されて左舷船首部が岸壁に衝突した。衝突により本船は左舷船首部に凹損を生じ、岸壁は車止めに破損した。